# Cylinderschack
Cylinderschack är en schackvariant med vanliga schackregler och schackpjäser, men undantaget är att schackbrädet inte har några kanter. En kung kan exempelvis förflyttas från fältet e1 till e8, förutsatt att rutan är ledig och att schackning på kungen inte förekommer efter draget.